# 蒲隆地法郎
蒲隆地法郎（貨幣編號BIF）是蒲隆地的流通貨幣。輔幣單位為分，1法郎=100分。

## 流通中的貨幣

### 硬幣

四枚流通硬幣。

- 1 法郎
  - 正面：蒲隆地國徽、國家名稱、年份
  - 背面：面值、銀行名稱
- 5 法郎
  - 正面：蒲隆地國徽、國家名稱、年份
  - 背面：面值、銀行名稱
- 10 法郎
  - 正面：面值、國家名稱、銀行名稱、年份
  - 背面：稻草圍繞著面值
- 50 法郎
  - 正面：面值、國家名稱、銀行名稱、年份
  - 背面：鼓手在打鼓，鼓上有面值

### 紙幣
- 10 法郎
  - 正面：蒲隆地國徽
  - 背面：波浪線條
- 20 法郎
  - 正面：跳舞的土著
  - 背面：蒲隆地國徽
- 50 法郎
  - 正面：獨木舟
  - 背面：漁民、河馬
- 100 法郎
  - 正面：路易斯·鲁瓦加索
  - 背面：建造中的房子
- 500 法郎
  - 正面：藝術作品
  - 背面：蒲隆地共和國銀行
- 1000 法郎
  - 正面：黃牛
  - 背面：布琼布拉的紀念碑
- 2000 法郎
  - 正面：農作物收成
  - 背面：大湖
- 5000 法郎
  - 正面：蒲隆地議會大樓
  - 背面：布瓊布拉港口
- 10000 法郎

色彩鮮艷的蒲隆地紙幣系列。

  - 正面：路易斯·鲁瓦加索和梅爾希奧·恩達達耶
  - 背面：課室情景

## 外部連結
- 蒲隆地法郎紙幣介紹 （页面存档备份，存于）
- 唐的世界硬币画廊：Burundi
- 罗恩·怀斯的世界纸币：Burundi 镜像网站
- 现代金融系统表格－库尔特·舒勒制作：Burundi 镜像网站
- 环球货币历史：Burundi
- 《环球金融资料》系列：Burundi Franc
- 《环球金融资料》货币历史表格（ 微软试算表格式）